# Emily Coleman
Pour les articles homonymes, voir Holmes et Coleman.
Emily Holmes Coleman, née le 22 janvier 1899 à Oakland (Californie) et morte en 1979 à New York est une femme de lettres américaine connue pour avoir tenu de façon compulsive son journal intime durant toute sa vie . Elle est aussi l’autrice d'un unique roman, The Shutter of Snow (1930). Ce roman, qui décrit la vie d'une femme internée en hôpital psychiatrique après la naissance de son bébé, est fondé sur sa propre expérience  dans un asile d'aliénés après avoir contracté une fièvre puerpérale et une dépression nerveuse.

## Biographie
Diplômée du Wellesley College en 1920, elle épouse le psychologue Loyd Ring Coleman l'année suivante. En 1926, Coleman et son fils John s'installent à Paris, et elle est rédactrice en chef de La Tribune de Paris, l'édition européenne du Chicago Tribune magazine dans lequel elle contribue elle-même par des articles, des reportages et des poèmes. Ceci lui permet de nouer des relations avec les écrivains contribuant au magazine. Coleman est aussi pendant un an la secrétaire d'Emma Goldman, alors occupée à rédiger son autobiographie Living My Life (1931).
Après cette période parisienne, Emily Coleman prolonge ses séjours en Europe dans les années 1930 et 1940.
En 1940, Emily Coleman se remarie à un éleveur de l'Arizona, Jake Scarborough. Le mariage ne dure que quatre ans, se dissolvant après sa conversion au catholicisme. De 1944 jusqu'à sa mort en 1974, Coleman se consacre à la vie religieuse. Au moment de sa mort, elle était prise en charge par The Farm (la ferme), un refuge tenu par des religieuses catholiques à Tivoli, New York.

## Écrits
Les papiers personnels d’Emily Coleman révèlent qu'elle est une autrice prolifique. Cependant, ses seuls travaux publiés étaient sous la forme de contributions à des magazines mineurs tels que la revue littéraire Transition et New Review. Coleman a publié son seul livre, The Shutter of Snow (Le Volet de neige) en 1930, qui relate sous une forme romancée son expérience de patiente dans un hôpital psychiatrique. Le roman est salué par la critiques comme authentique et vivant.
Les journaux tenus par Coleman comme expatriée américaine à Paris dans les années 1920 et 1930, et en Angleterre dans les années 1940 à 1960, décrivent ses relations avec des amis du monde littéraires tels que Djuna Barnes, qui a écrit une grande partie de son roman Nightwood en compagnie d'Emily Coleman et d'autres dans la maison de campagne de Peggy Guggenheim, Hayford Hall. Dans ses écrits, Emily Coleman mentionne également John Ferrar Holms, Antonia White, Dylan Thomas, Phyllis Jones, George Barker (avec qui elle a eu une relation sexuelle), Gay Taylor et un certain nombre d'autres.
Mais les journaux intimes de Coleman et d'autres écrits sont également des révélations psychologiques fascinantes sur son moi « passionné, impatiemment sérieux » dans une quête de vie anxieuse. Coleman s'efforçait toujours de trouver quelque chose dans ses journaux, pour l'efficacité en tant qu'écrivain, pour un esprit lucide, pour la passion amoureuse, pour une grâce apparemment spirituelle. À l'occasion de son trente et unième anniversaire en 1930, elle réfléchit à «l'effet conscient» de la simple fin de Dante à l' Enfer et aux paroles de Goethe sur la mise en ordre de sa vie, comparant ses efforts pour écrire et vivre avec maîtrise de soi.

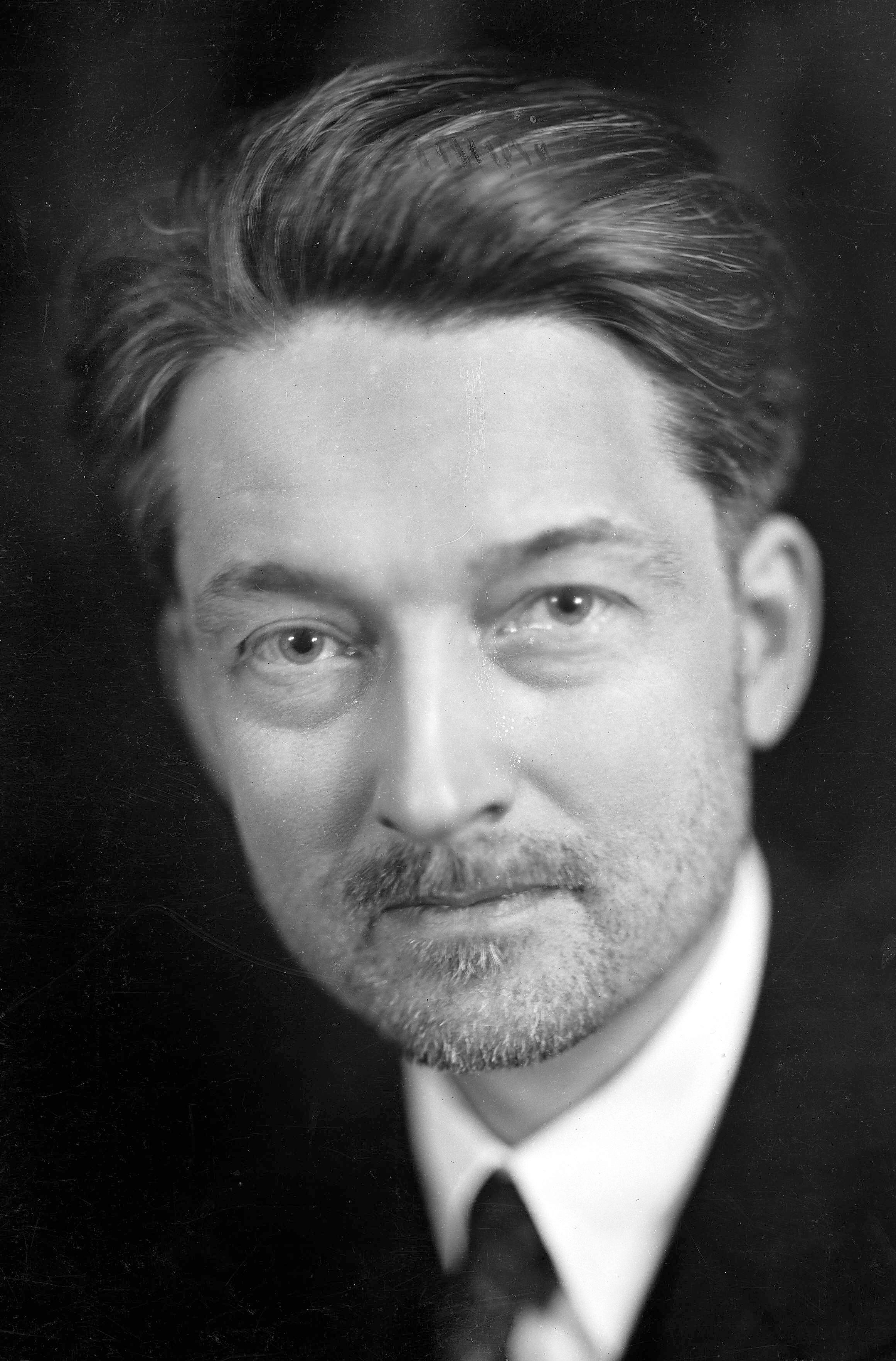
Le philosophe catholique Jacques Maritain (1882-1973) joue un rôle important dans la conversion d’Emily Coleman.

L'odyssée spirituelle de Coleman la mène à l'Église atholique. Dans ses « efforts pour découvrir Dieu », elle entame une correspondance avec le philosophe et théologien français Jacques Maritain et sa femme Raïssa, dont elle fera plus tard la connaissance. Elle se convertit en 1944, et tous ses écrits par la suite se sont concentrés sur sa foi catholique, qui a été décrite comme « mystique » et « fanatique ».

## Exemple d'entrée de journal
« May 5, 1947: "But have I given Him my heart? There must be some holding back, or my difficulties with people wouldn't be as they are. Through long habit & also because of native ego (that is --a desire rampant in me from birth to impress & dominate people) I am weak and unconsciously become of the devil's party by thinking of myself instead of Him". »
« 5 mai 1947 : « Mais lui ai-je donné mon cœur ? Il doit y avoir une certaine retenue, sinon mes difficultés avec les gens ne seraient pas ce qu'elles sont. Par une longue habitude, mais aussi à cause de mon ego naturel (un désir d'impressionner et de dominer les gens qui rampe en moi depuis ma naissance), je suis faible et j'ai pris inconsciemment le parti du diable en pensant à moi-même au lieu de penser à lui »